# Pallanuoto ai campionati mondiali di nuoto 2001 - Torneo femminile
La 5ª edizione del campionato mondiale di pallanuoto femminile ha fatto parte del programma dei noni Campionati del mondo di nuoto della FINA e si è disputata a Fukuoka, in Giappone, dal 18 al 27 luglio 2001.
La nazionale italiana, battendo in finale l'Ungheria, è diventata la prima squadra a vincere il campionato per due volte.

## Squadre partecipanti
GRUPPO A
- Brasile
- Italia
- Kazakistan
- Nuova Zelanda
- Russia
- Stati Uniti

GRUPPO B
- Australia
- Canada
- Giappone
- Grecia
- Paesi Bassi
- Ungheria

## Fase preliminare

### Gruppo A
|    | Squadra       | Pt | G | V | P | S | GF | GS | Diff |
| -- | ------------- | -- | - | - | - | - | -- | -- | ---- |
| 1. | Stati Uniti   | 9  | 5 | 4 | 1 | 0 | 50 | 16 | +34  |
| 2. | Russia        | 8  | 5 | 4 | 0 | 1 | 55 | 17 | +38  |
| 3. | Italia        | 7  | 5 | 3 | 1 | 1 | 58 | 35 | +22  |
| 4. | Kazakistan    | 4  | 5 | 2 | 0 | 3 | 30 | 39 | –9   |
| 5. | Brasile       | 2  | 5 | 1 | 0 | 4 | 22 | 51 | –29  |
| 6. | Nuova Zelanda | 0  | 5 | 0 | 0 | 5 | 16 | 73 | –57  |

### Gruppo B
|    | Squadra     | Pt | G | V | P | S | GF | GS | Diff |
| -- | ----------- | -- | - | - | - | - | -- | -- | ---- |
| 1. | Ungheria    | 10 | 5 | 5 | 0 | 0 | 35 | 19 | +16  |
| 2. | Australia   | 6  | 5 | 3 | 0 | 2 | 32 | 22 | +10  |
| 3. | Canada      | 6  | 5 | 3 | 0 | 2 | 28 | 23 | +5   |
| 4. | Grecia      | 6  | 5 | 3 | 0 | 2 | 28 | 27 | +1   |
| 5. | Paesi Bassi | 2  | 5 | 1 | 0 | 4 | 21 | 34 | –13  |
| 6. | Giappone    | 0  | 5 | 0 | 0 | 5 | 19 | 38 | –19  |

## Fase Finale

### Quarti di Finale
| Stati Uniti | 10 – 3 | Grecia     |
| Australia   | 1 – 4  | Italia     |
| Canada      | 9 – 8  | Russia     |
| Ungheria    | 12 – 5 | Kazakistan |

### Semifinali
| Stati Uniti | 6 – 8 | Italia   |
| Canada      | 3 – 4 | Ungheria |

### Finali
- 3º posto

| Canada | 6 – 5 | Stati Uniti |

- 1º posto

| Italia | 7 – 3 | Ungheria |

## Classifica Finale
| Pos.    | Squadra       |
| ------- | ------------- |
| Oro     | Italia        |
| Argento | Ungheria      |
| Bronzo  | Canada        |
| 4       | Stati Uniti   |
| 5       | Australia     |
| 6       | Russia        |
| 7       | Grecia        |
| 8       | Kazakistan    |
| 9       | Paesi Bassi   |
| 10      | Brasile       |
| 11      | Giappone      |
| 12      | Nuova Zelanda |